# Respect M.E.
Respect M.E. je první album největších hitů americké raperky Missy Elliott vydané společnosti Atlantic 4. září 2006 v Evropě, Asii a Austrálii. Album zahrnuje sbírku singlů vydávaných mezi roky 1997–2005 z jejich šesti alb. Objevily se spekulace, že se na albu objeví dvě nové písně 123 a Magnifica.[zdroj?] Píseň 123 se prý měla stát CD singlem,[zdroj?] ale ani jedna píseň se na albu neobjevila.
Na albu se neobjevil americký singl Take Away, který v řadě zemí nevyšel a na jeho místo byl zařazen, v Evropě úspěšný singl, 4 My People v remixu Basement Jaxx. Na albu se neobjevila ani video verze singlu One Minute Man s Ludacrisem a Trinou, ale jenom verze s Ludacrisem.
Respect M.E. se stalo druhým top 10 albem Missy Elliott v Anglii a jejím nejvyšším hitparádovým umístěním na čísle 7 a bylo oceněno zlatým oceněním (BPI) za 100 000 prodaných kopií.[zdroj?]

## Seznam písní
1. "Get Ur Freak On"
  - Performed by Missy Elliott
2. "Lose Control"
  - Performed by Missy Elliott (featuring Ciara & Fatman Scoop)
3. "4 My People" (Basement Jaxx Remix)
  - Performed by Missy Elliott
4. "We Run This"
  - Performed by Missy Elliott
5. "Work It (Missy Elliott)"
  - Performed by Missy Elliott
6. "Gossip Folks"
  - Performed by Missy Elliott (featuring Ludacris)
7. "One Minute Man"
  - Performed by Missy Elliott (featuring Ludacris)
8. "I'm Really Hot"
  - Performed by Missy Elliott
9. "Pass That Dutch"
  - Performed by Missy Elliott
10. "Beep Me 911"
  - Performed by Missy Elliott (featuring 702)
11. "The Rain (Supa Dupa Fly)"
  - Performed by Missy Elliott
12. "All N My Grill"
  - Performed by Missy Elliott (featuring Big Boi and Nicole Wray)
13. "Hit Em Wit Da Hee"
  - Performed by Missy Elliott (featuring Lil' Kim)
14. "Hot Boyz"
  - Performed by Missy Elliott (featuring Lil' Mo)
15. "Sock It 2 Me"
  - Performed by Missy Elliott (featuring Da Brat)
16. "She's a Bitch"
  - Performed by Missy Elliott
17. "Teary Eyed"
  - Performed by Missy Elliott

## Charts
Světový prodej - 1.3 milionů kopií
| Chart (2006)       | Nejvyssí pozice |
| ------------------ | --------------- |
| Německo - Alba     | 40              |
| Rakousko - Alba    | 42              |
| Švýcarsko - Alba   | 25              |
| Nizozemsko - Alba  | 54              |
| Anglie - Alba      | 7               |
| Nový Zéland - Alba | 7               |
| Irsko - Alba       | 11              |
| Austrálie - Alba   | 32              |
| Japonsko - Alba    | 7               |